# Taphrina pruni
Espèce
Taphrina pruni est une espèce de champignons ascomycètes de la famille des Taphrinaceae. Ce champignon est l'agent pathogène d'une maladie cryptogamique galligène sur Prunus spinosa, Prunus cerasifera et Prunus domestica nommée Cloque du prunier, balai de sorcière du prunier, maladie des pochettes et pochettes du prunier.

## Synonymes
Selon Catalogue of Life (7 août 2014) :	
 :
- Ascomyces pruni (Tul.) Berk. & Broome, 1876
- Exoascus pruni (Tul.) Fuckel, 1870
- Taphrina pruni Tul., 1866